# Gouden kortneusbuideldas
De gouden kortneusbuideldas (Isoodon auratus) is een buideldas uit het geslacht der kortneusbuideldassen (Isoodon). De wetenschappelijke naam van de soort werd voor het eerst geldig gepubliceerd door Edward Pierson Ramsay in 1887.

## Kenmerken
De gouden kortneusbuideldas is de kleinste buideldas. De bovenkant van het lichaam is goudbruin, de flanken roestkleurig en de onderkant lichtgeel. De oren en ogen zijn klein. De kop-romplengte bedraagt 190 tot 290 mm, de staartlengte 85 tot 120 mm en het gewicht 250 tot 650 g.

## Leefwijze
Dit solitaire dier is 's nachts actief, leeft op de grond en eet onder andere geleedpotigen, die hij uit de bodem opgraaft. Het dier bouwt een nest van gras in dichte vegetatie. Er worden het hele jaar door jongen geboren, maar vooral als het geregend heeft.

## Voorkomen
De soort komt voor in het noordwesten van Australië; in graslanden in het westen van de Kimberley en op de eilanden Barrow Island en Middle Island voor de noordwestkust van West-Australië en op Marchinbar Island in het Noordelijk Territorium. Vroeger kwam de soort voor in allerlei droge habitats in Noord- en Midden-Australië, maar daar is hij nu uitgestorven.

## Ondersoorten
De gouden kortneusbuideldas heeft de volgende ondersoorten:
- Isoodon auratus auratus (Ramsay, 1887) – komt voor in de Kimberley.
- Isoodon auratus arnhemensis Lyne & Mort, 1981 – komt voor in Arnhemland.
- Isoodon auratus barrowensis (Thomas, 1901) – komt voor in op Barroweiland en Middle Island voor de noordwestkust van West-Australië.